# Acanthophis rugosus
Espèce
Synonymes
- Acanthophis antarcticus rugosus Loveridge, 1948
- Acanthophis woolfi Hoser, 1998
- Acanthophis lancasteri bottomi Hoser, 1998

Statut de conservation UICN

 LC  : Préoccupation mineure
Acanthophis rugosus est une espèce de serpents de la famille des Elapidae.

## Répartition
Cette espèce se rencontre en Indonésie en Nouvelle-Guinée occidentale et en Australie en Australie-Occidentale, dans le Territoire du Nord et au Queensland.

## Description
L'holotype de Acanthophis rugosus 595 mm dont 95 mm pour la queue.

## Étymologie
Son nom d'espèce, du latin rugōsus, « rugueux », lui a été donné en référence à sa tête particulièrement rugueuse.

## Publication originale
- Loveridge, 1948 : New Guinean reptiles and amphibians in the Museum of Comparative Zoology and United States National Museum. Bulletin of the Museum of Comparative Zoology, vol. 101, n. 2, p. 305-430 (texte intégral).